# Koninkrijk Spanje (1874-1931)
Het Koninkrijk Spanje in restauratie, ook wel de Bourbonrestauratie in Spanje genoemd, was een tijdperk in de geschiedenis van Spanje tussen 1874 en 1931. Het ontstond in 1874 door een staatsgreep onder leiding van Arsenio Martínez Campos op de Eerste Spaanse Republiek (uitgeroepen in 1873), die op dat moment diep in de knoei zat.
De pronunciamiento van Campos verklaarde de constitutionele monarchie, onder leiding van de Bourbon-koning Alfons XII van Spanje, en met een klassiek parlementair stelsel van senatoren en volksvertegenwoordigers. De koning kon wetten afschaffen, had de legerleiding in handen en benoemde ook senatoren. De regering werd afwisselend in handen gelegd van de liberalen en de conservatieven ('el turno pacifico'), wat vaak gepaard ging met verkiezingsmanipulatie.
De verliezen van Spanje tijdens de Spaans-Amerikaanse Oorlog en in de Rif-Oorlog brachten de monarchie in opspraak. In de Vrede van Parijs deed Spanje afstand van Cuba, Porto Rico Guam en de Filipijnen af aan de Verenigde Staten. In 1920 verloor het een groot grondgebied in Noord Afrika. In 1923 probeerde koning Alfons XIII samen met de Spaanse generaal Miguel Primo de Rivera het parlement af te schaffen, om een dictatuur te installeren naar het voorbeeld van Benito Mussolini in Italië. De dictatuur bracht het land in ernstige financiële problemen en Alfons moest hem in 1930 dwingen tot ontslag.
De sympathieën van Alfons XIII voor de dictatuur maakten het hem onmogelijk om de regering te herstellen. In 1931 behaalden de republikeinse partijen een grote verkiezingsoverwinning en eisten een republiek. Alfons wilde zijn titel niet opgeven, maar verliet het land. De leider van het revolutionair comité Niceto Alcala Zamora riep op 14 april 1931 de Tweede Spaanse Republiek uit.